# Claire Colinet
Claire Jeanne Roberte Colinet (* 1880 in Brüssel, Königreich Belgien; † 1950 in Asnières-sur-Seine, Frankreich) war eine französische Bildhauerin des Art déco.

## Leben und Werk
Claire Colinet war in Brüssel eine Schülerin des Bildhauers Jef Lambeaux. Nach ihrer Ausbildung zog sie um 1910 nach Paris und wohnte später in der 59 Rue du Chateau der Ortschaft Asnières-sur-Seine im Großraum Paris.
1913 stellte sie erstmals auf dem Salon der Société des Artistes Français aus. Im darauffolgenden Jahr erhielt sie ein mention honorable, eine Erwähnung ehrenhalber, ebenso wie Demétre Chiparus und Louis Comfort Tiffany. Sie setzte sie in den Folgejahren ihre Teilnahme an den Ausstellungen im Salon des Artistes Francais fort und wurde 1929 zum Vollmitglied der Société gewählt. Zu diesem Anlass fertigte sie eine Gipsgussstatue mit dem Titel Les reves sont des bulles da savon (deutsch Träume sind Seifenblasen). 1935 zeigte sie eine Statue des jungen belgischen Prinzen und späteren Königs Albert II. Ihre letzte belegte Teilnahme an diesen Salons fiel auf das Jahr 1945. Von 1937 bis 1940 hatte sie auch auf dem Pariser Salon der Société des Artistes Indépendants ausgestellt. Sie war zudem Mitglied der Union des femmes et peintres sculpteurs (Vereinigung der Malerinnen und Bildhauerinnen).

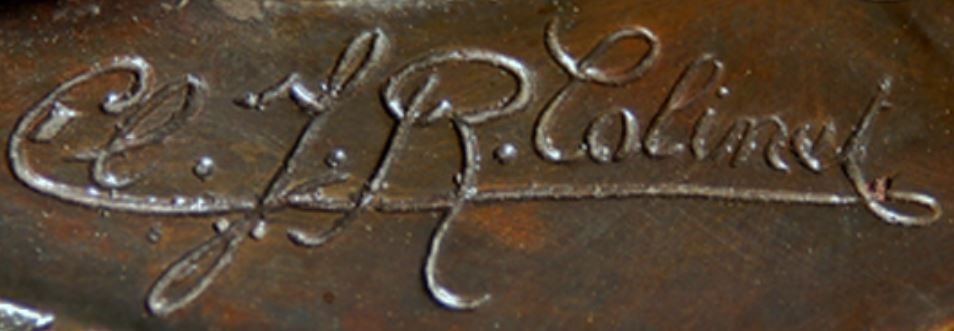
Signatur von Claire Jeanne Roberte Colinet

Colinet war vom Exotismus beeinflusst und führte ihre Arbeiten detailliert und flüssig aus. Ihre chryselephantinen Figuren aus Bronze und Elfenbein hatten oft sehr dramatische Szenen zum  Thema und zeigen die Modelle in Posen, die nicht selten eine Momentaufnahme komplizierter Tanzschritte oder aber den Höhepunkt einer biblischen Geschichte oder historischen Erzählung darstellen, aber auch Odalisken, exotische Tänzer, Jongleure und Kabarettkünstler. Die Bronze in ihren Figuren ist normalerweise patiniert und nicht emailliert, und gelegentlich mit Juwelen besetzt. Ihre Statuetten wurden hauptsächlich in den Pariser Kunstgießereien Edmond Etling, Arthur Goldscheider, Barbedienne und Les Neveux de Jules Lehmann hergestellt. Die Marmorsockel der Figuren waren oft buntscheckig und trugen Bronzeplaketten mit dekorativen Motiven, die Bezug auf das mit der Figur repräsentierte Land hatten. Wo das Thema der Figur eine gegossene Unterschrift (Cr. J. R. Colinet) nicht erlaubte, wurde diese auch gelegentlich in den Marmor geritzt.
Colinets heiratete um 1913 Godchaux; Alberto Shayo nimmt an, dass es sich dabei um den französischen Maler und Bildhauer Roger Godchaux (1878–1958) handelte. Ihre zweite Ehe ging sie im März 1929 mit André Marcel Nigron ein, wodurch sie die französische Staatsbürgerschaft erhielt.

## Werke (Auswahl)
- Ankara Danseuse; die Statuette erreichte 2007 im Londoner Auktionshaus Christie’s ein Verkaufsergebnis von £144.000.[1]
- Walküre
- Hindu Ballerina
- Carmen
- Jongleur